# Nodosaurus
Nodosaurus ist eine Gattung der Vogelbeckensaurier aus der Gruppe der Ankylosauria. Er lebte in der späten Unterkreide und war der erste in Nordamerika entdeckte Ankylosaurier.

## Merkmale
Bis 2011 waren vom Nodosaurus nur Teile des Beckens, einzelne Knochenplatten und vereinzelte Knochen des postkranialen Skeletts gefunden worden. Auf dieser Grundlage wurde angenommen, dass es sich um mittelgroße Ankylosaurier gehandelt habe, die eine geschätzte Länge von 4 bis 6 Metern erreichten. Wie alle Vertreter dieser Gruppe war sein Körper mit Knochenplatten (Osteodermen) bedeckt. Diese Panzerung bestand neben großen Platten auch aus kleinen, knöchernen Höckern. Dieser Dinosaurier dürfte sich wie alle Ankylosauria quadruped (auf allen Vieren) fortbewegt haben, der Rumpf war stämmig und die Gliedmaßen kurz und kräftig. Vermutlich war er wie alle Ankylosaurier ein Pflanzenfresser.

## Entdeckung und Benennung
Fossile Funde von Nodosaurus wurden von Othniel Charles Marsh im Zuge der als Bone Wars bekannten Auseinandersetzung mit Edward Drinker Cope in der Frontier-Formation im US-Bundesstaat Wyoming entdeckt und 1889 erstbeschrieben. Der Name (übersetzt „Knotenechse“) spielt auf die knöchernen Höcker an. Nodosaurus war zudem der erste in Nordamerika entdeckte Ankylosaurier. Die Funde werden in die späte Unterkreide (Oberes Albium) auf ein Alter von ca. 107 bis 100 Millionen Jahre datiert.

## Systematik
Nodosaurus ist Namensgeber der Nodosauridae, einer der beiden Untergruppen der Ankylosauria und wird in den meisten Systematiken in diese Gruppe gezählt. M. Vickaryous et al. (2004) halten jedoch die Funde für eine genaue Einordnung zu spärlich und führen ihn als „Ankylosauria incertae sedis.“